# Белл, Уильям Эйбрахам
Уи́льям Э́йбрахам Белл (в устаревшей передаче Ви́льям А́брагам Белль; англ. William Abraham Bell; 26 апреля 1841, Ирландия — 6 июня 1921, Англия) — английский естествоиспытатель и путешественник.

## Биография
Изучал в Кембриджском университете медицину и присоединился в 1867 году к экспедиции общества Канзас-Тихоокеанской железной дороги, которая под руководством У. Дж. Палмера должна была определить южный участок этой дороги, идущий к Тихому океану. Белл, отправившись из Сент-Луиса, объехал почти совершенно неизвестное пространство в 8000 км между долинами и притоками Рио-Гранде и Колорадо, в территориях апачей и других индейских племён, а также в Новой Мексике, где он открыл много развалин памятников ацтеков. Своё путешествие, особенно важное в ботаническом и этнографическом отношениях, он описал в New Tracks in North-America (Лондон, 1869; 2-е изд. 1870).